# Angelo Petrella
Angelo Petrella (Napoli, 1978) è uno scrittore, sceneggiatore e traduttore italiano.

## Biografia
Nel 1996 si trasferisce a Roma, dove si laurea in Lettere Moderne presso l'Università La Sapienza con una tesi sull'esperienza poetica del Gruppo 93. Dopo un breve periodo trascorso a Parigi, consegue nel 2008 un dottorato in Letteratura Italiana presso l'Università di Siena, sull'opera narrativa di Luigi Pirandello con Romano Luperini.
Dal 2010 cessa le pubblicazioni universitarie e abbandona l'ambito accademico per dedicarsi all'attività letteraria.
Il suo esordio narrativo è con l'editore Meridiano Zero, specializzato nel genere noir e l'hard boiled nel mercato italiano: la casa editrice padovana pubblica i romanzi brevi Cane rabbioso (2006) e Nazi Paradise (2007, tradotto anche in Germania).
Nel 2008 esce il terzo romanzo La città perfetta, che segna il passaggio all'editore Garzanti. Più volte ristampato e finalista al Premio Scerbanenco, il romanzo viene tradotto in Francia e ne viene tratto un doppio allestimento teatrale per l'edizione 2010 del Napoli Teatro Festival Italia. Intanto, l'autore inizia l'attività giornalistica, lavorando in particolare a inchieste e reportage narrativi apparsi sulle riviste Carta, Vanity Fair e Hustler. Alcuni di questi confluiranno nel volume Quello che manca. Un viaggio intorno a Napoli.
Nel 2017 esce il romanzo Operazione Levante, pubblicato da Baldini & Castoldi. Nell'ottobre dello stesso anno il libro riceve il Premio Megaris per la narrativa.
Nel 2018 esce Fragile è la notte per Marsilio Editori, vincitore del Premio Glauco Felici 2019. Il romanzo, tradotto in Francia per le edizioni Philippe Rey, apre una serie narrativa con protagonista l'ispettore di polizia napoletano Denis Carbone, poliziotto alcolizzato e dal passato torbido. Il secondo volume della serie appare nel 2019 con il titolo La notte non esiste.
Come sceneggiatore firma soggetti e sceneggiature per il cinema e la televisione, lavorando a serie come La nuova squadra, I bastardi di Pizzofalcone, Mare fuori e Resta con me.
Ha collaborato con diversi quotidiani, tra cui la Repubblica, il Corriere del Mezzogiorno, Il Fatto Quotidiano e Il Mattino.
Come traduttore dall'inglese e dal francese, collabora con Il Giallo Mondadori.

## Opere

### Narrativa
- Cane rabbioso, Meridiano zero, 2006
- Nazi Paradise, Meridiano zero, 2007
- La città perfetta, Garzanti, 2008
- Le api randage, Garzanti, 2012
- Pompei. L'incubo e il risveglio, Rizzoli, 2014
- Operazione Levante, Baldini & Castoldi, 2017
- Fragile è la notte, Marsilio, 2018
- La notte non esiste, Marsilio, 2019

### Non fiction
- Quello che manca. Un viaggio intorno a Napoli, fotografie di Salvatore Esposito, Contrasto, 2013
- La fine dei fagioli. Dieci scrittori francesi che mi hanno rovinato la vita, Italo Svevo, 2024
- Luigi Incoronato. La vita impossibile, Armando De Nigris Editore, 2024

### Poesia
- Vogliamo niente e lo vogliamo adesso!, Zona, 2015

## Filmografia
- La nuova squadra - serie TV (2008)
- Cobra non è, regia di Mauro Russo - lungometraggio (2018)
- I bastardi di Pizzofalcone, terza e quarta stagione - serie tv (2021-2023)
- Mare fuori, terza, quarta e quinta stagione - serie tv (2023-2025)
- Resta con me - serie tv (2023)
- La Rosa dell'Istria, regia di Tiziana Aristarco - film TV (2024)
- Come un padre, regia di Luca Miniero - serie tv (2025)
- Il commissario Ricciardi, terza stagione - serie tv (2025)